# 구시로 종합진흥국

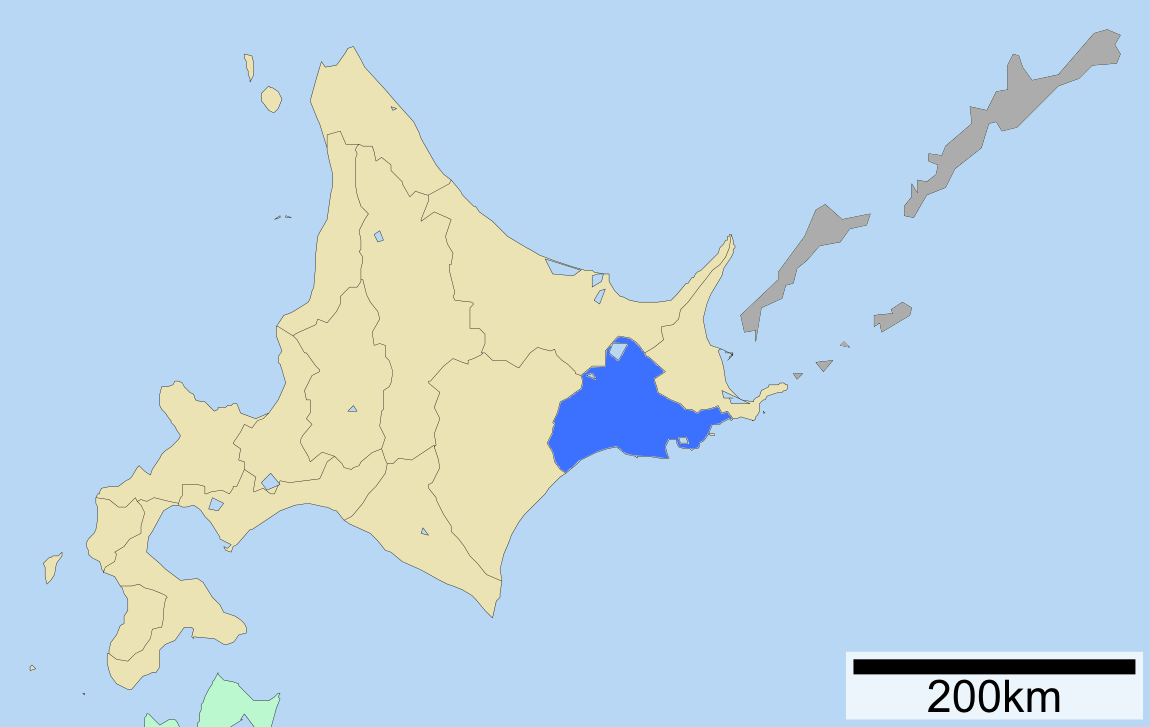

구시로 종합진흥국(일본어: 釧路総合振興局 구시로소고신코쿄쿠[*])은 2010년 4월 1일에 홋카이도의 구시로 지청 대신 설치된 종합 진흥국이다. 진흥국 소재지는 구시로시이다.

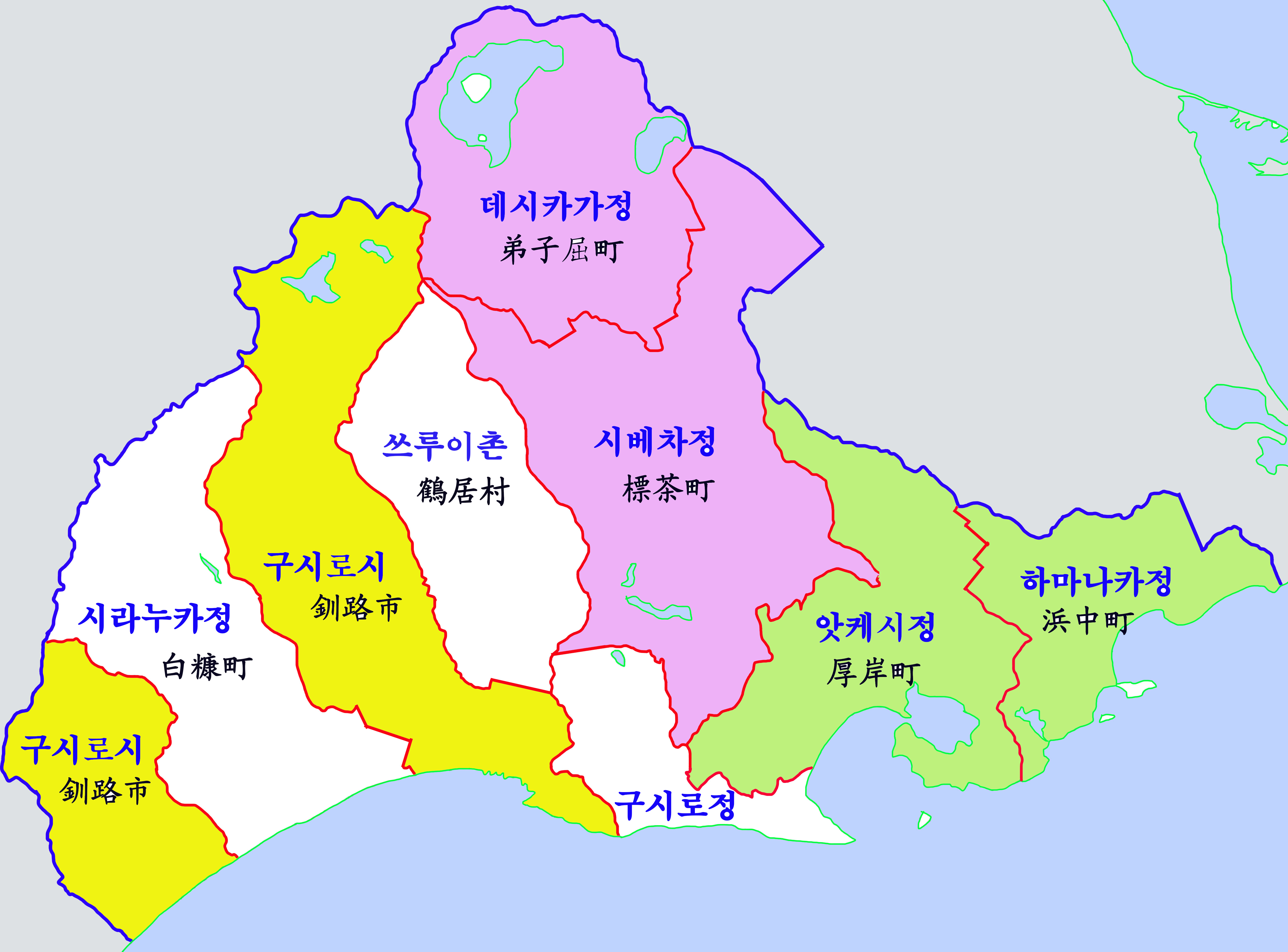

## 행정구역
- 구시로시(釧路市)
- 구시로군
  - 구시로정(釧路町)
- 앗케시군
  - 앗케시정(厚岸町) - 하마나카정(浜中町)
- 가와카미군
  - 시베차정(標茶町) - 데시카가정(弟子屈町)
- 아칸군
  - 쓰루이촌(鶴居村)
- 시라누카군
  - 시라누카정(白糠町)